# Brani musicali di Franco Fasano
Questa è una lista parziale dei brani musicali di Franco Fasano.

## Brani musicali scritti per artisti della musica leggera
| Anno | Titolo                           | Testo | Musica | Interprete              | Prima incisione                                      | Fonti e note                                                           |
| ---- | -------------------------------- | --- | --- | ----------------------- | ---------------------------------------------------- | ---------------------------------------------------------------------- |
| 1980 | E poi diventi mia                | Michele Pecora | Franco Fasano, Italo Ianne | Michele Pecora          | Michele Pecora                                       | [ 2 ]                                                                  |
| 1981 | Chewing-gum                      | Depsa, Franco Fasano, Plastic Bertrand Arrangiamento: Plastic Bertrand                                                      | Depsa, Franco Fasano, Plastic Bertrand Arrangiamento: Plastic Bertrand | Plastic Bertrand        | Plastiquez Vos Baffles                               | [ 3 ]                                                                  |
| 1981 | Ping pong                        | Depsa | Depsa, Pinuccio Pirazzoli, Franco Fasano Arrangiamento: Pinuccio Pirazzoli | Plastic Bertrand        | Ping pong                                            | [ 4 ]                                                                  |
| 1982 | Una sporca poesia                | Depsa | Franco Fasano, Pinuccio Pirazzoli Arrangiamento: Luca Savazzi, Pietro La Pietra, Pinuccio Pirazzoli                                                                             | Fiordaliso              | Una sporca poesia/Il canto del cigno                 | [ 5 ]                                                                  |
| 1983 | Il mago non c'è                  | Franco Fasano | Depsa, Pinuccio Pirazzoli Arrangiamento: Pinuccio Pirazzoli | Fiordaliso              | Oramai/Il mago non c'è                               | [ 6 ]                                                                  |
| 1984 | Regalami un sorriso              | Adelio Cogliati, Franco Fasano, Drupi                                                                                       | Adelio Cogliati, Franco Fasano Arrangiamento: Pino Santapaga, Roberto Ferracin                                                                                                  | Drupi                   | Regalami un sorriso/Preghiera                        | [ 7 ]                                                                  |
| 1984 | Notte di corrida                 | Roberto Dané, Carlo Zavaglia                                                                                                | Franco Fasano, Italo Ianne | Iva Zanicchi            | Quando arriverà                                      | [ 8 ] [ 9 ]                                                            |
| 1984 | Girl (you are my song)           | Depsa, Franco Fasano, F.R. David Arrangiamento: Celso Valli, Daniel Darras, F.R. David, Frederic Leibovitz                  | Depsa, Franco Fasano, F.R. David Arrangiamento: Celso Valli, Daniel Darras, F.R. David, Frederic Leibovitz                                                                      | F.R. David              | Long Distance Flight                                 | [ 10 ]                                                                 |
| 1984 | Aurora                           | David Riondino, Lu Colombo                                                                                                  | Franco Fasano, David Riondino, Mario Saroglia Arrangiamento: Mario Saroglia | Lu Colombo              | Aurora/Samba Calipso Tango                           | [ 11 ]                                                                 |
| 1984 | Samba Calipso Tango              | David Riondino, Lu Colombo                                                                                                  | Franco Fasano, David Riondino, Mario Saroglia | Lu Colombo              | Aurora/Samba Calipso Tango                           | [ 12 ]                                                                 |
| 1984 | Nel segno del leone              | Adelio Cogliati | Franco Fasano, Donatella Milani | Donatella Milani        | Nel segno del Leone/Per quelli come noi              | Pubblicato nel 1987                                                    |
| 1984 | Per quelli come noi              | Franco Fasano, Donatella Milani                                                                                             | Franco Fasano, Donatella Milani | Donatella Milani        | Nel segno del Leone/Per quelli come noi              | Pubblicato nel 1987                                                    |
| 1985 | E mo e mo                        | Depsa, Peppino Di Capri, Giuseppe Faiella                                                                                   | Depsa, Peppino Di Capri, Giuseppe Faiella, Franco Fasano Arrangiamento: Adriano Pennino, Enzo Anoldo, Giancarlo Maurino, Giorgio Costantini, Peppe Vessicchio, Peppino Di Capri | Peppino Di Capri        | E mo e mo (te voglio bene)/Chi sa, chi sa...         | [ 15 ]                                                                 |
| 1985 | Rimini-Quagadougou               | Denis Gaita | Franco Fasano Arrangiamento: Sergio Conforti | Lu Colombo              | Rimini Ouagadougou/Punto Zero                        | [ 16 ]                                                                 |
| 1985 | A cavallo della luna             | Adelio Cogliati | Franco Fasano Arrangiamento: Nino Lelli | As Meninas              | A cavallo della luna/Libera                          | [ 17 ]                                                                 |
| 1986 | Leggera confusione               | Adelio Cogliati | Franco Fasano Arrangiamento: Pinuccio Pirazzoli | Loretta Goggi           | C'è poesia                                           | [ 18 ]                                                                 |
| 1986 | Ay-Ay-Ay-Ay                      | Depsa | Depsa, Franco Fasano Arrangiamento: Walter Savelli | Anna Bussotti           | Nessun dolore/Ay ay ay ay                            | [ 19 ]                                                                 |
| 1987 | Io amo                           | Fausto Leali, Toto Cutugno                                                                                                  | Toto Cutugno, Franco Fasano, Italo Ianne Arrangiamento: Pinuccio Pirazzoli | Fausto Leali            | Io amo/Notte d'amore                                 | Interpretato anche da Toto Cutugno nel suo album Mediterraneo          |
| 1988 | Mi manchi                        | Fabrizio Berlincioni | Franco Fasano Arrangiamento: Vito Mercurio | Fausto Leali            | Mi manchi/Col tempo                                  | Interpretato anche da Andrea Bocelli nel suo album Amore               |
| 1988 | Un sorso d'allegria              | Adelio Cogliati | Franco Fasano | Paolo Belloni           | Pratofestival '88                                    | [ 23 ]                                                                 |
| 1988 | Ieri con la testa di oggi        | Fabrizio Berlincioni, Franco Califano, Egidio Pardini                                                                       | Franco Fasano | Franco Califano         | Io                                                   | [ 8 ] [ 24 ]                                                           |
| 1989 | L'ultimo gesto di un clown       | Paolo Limiti | Franco Fasano, Moreno Ferrara | Mina                    | Ridi pagliaccio Vol. 2                               | [ 8 ] [ 25 ]                                                           |
| 1989 | Ti lascerò                       | Sergio Bardotti, Franco Ciani, Franco Fasano, Fausto Leali                                                                  | Fabrizio Berlincioni, Franco Fasano Arrangiamento: Fio Zanotti | Fausto Leali e Anna Oxa | Fantastica Oxa                                       | [ 26 ]                                                                 |
| 1989 | Avrei voluto                     | Fabrizio Berlincioni, Franco Ciani                                                                                          | Franco Fasano Arrangiamento: Mario Natale, Roberto Turatti, Silvio Melloni | Fausto Leali e Anna Oxa | Avrei voluto/Avrei voluto (instrumental)             | [ 27 ]                                                                 |
| 1989 | Elena                            | Fabrizio Berlincioni, Franco Ciani, Vittorio De Scalzi                                                                      | Gianni Belleno, Franco Fasano, Fio Zanotti Arrangiamento: Danilo Madonia, Fio Zanotti                                                                                           | Anna Oxa                | Tutti i brividi del mondo                            | [ 28 ]                                                                 |
| 1989 | Non ti tradire mai               | Depsa, Franco Fasano | Depsa, Franco Fasano, Italo Ianne Arrangiamento: Romano Bais | Future                  | La legge/Non ti tradire mai                          | [ 29 ]                                                                 |
| 1989 | La fine del mondo                | Depsa | Toto Cutugno, Franco Fasano Arrangiamento: Gianni Madonini | Gigi Sabani             | La fine del mondo/La fine del mondo (con imitazioni) | Interpretato anche da Toto Cutugno nel suo album Toto Cutugno nel 1990 |
| 1989 | Ora no                           | Fabrizio Berlincioni | Franco Fasano, Italo Ianne, Fausto Leali Arrangiamento: Pinuccio Pirazzoli | Fausto Leali            | Leali                                                | [ 8 ] [ 32 ]                                                           |
| 1989 | Un desiderio in due              | Fabrizio Berlincioni, Fausto Leali                                                                                          | Franco Fasano Arrangiamento: Pinuccio Pirazzoli | Fausto Leali            | Leali                                                | [ 8 ] [ 33 ]                                                           |
| 1989 | Quando ci sei tu                 | Fabrizio Berlincioni | Franco Fasano, Fausto Leali Arrangiamento: Pinuccio Pirazzoli | Fausto Leali            | Leali                                                | [ 8 ] [ 34 ]                                                           |
| 1990 | Amore                            | Fabrizio Berlincioni, Christian                                                                                             | Silvio Amato, Franco Fasano, Francesco Morgia Arrangiamento: Pinuccio Pirazzoli                                                                                                 | Christian               | Amore/Una speranza                                   | [ 8 ] [ 35 ]                                                           |
| 1990 | Lui no                           | Adelio Cogliati | Franco Fasano Arrangiamento: Roberto Costa | Raffaella Carrà         | Inviato speciale                                     | [ 36 ]                                                                 |
| 1990 | Il deltaplano                    | Fabrizio Berlincioni | Franco Fasano, Italo Ianne | Flavia Fortunato        | Piccole danze                                        | [ 37 ]                                                                 |
| 1990 | Ahora no                         | Pablo Manavello, Ricardo Montaner                                                                                           | Franco Fasano, Italo Ianne, Fausto Leali | Yolandita Monge         | Portfolio                                            | Cover in spagnolo di Ora no di Fausto Leali                            |
| 1990 | Forever yours                    | Franco Fasano, Alvin J. Fields Arrangiamento: David Zeman, Gene Page, Joe Curiale, Ollie Brown, Philip Ingram, Terry Steele | Franco Fasano, Alvin J. Fields Arrangiamento: David Zeman, Gene Page, Joe Curiale, Ollie Brown, Philip Ingram, Terry Steele                                                     | Terry Steele            | King Of Hearts                                       | [ 40 ]                                                                 |
| 1990 | La penisola                      | Fabrizio Berlincioni | Franco Fasano | Flavia Fortunato        | Piccole danze                                        | [ 8 ] [ 41 ]                                                           |
| 1990 | Uno spazio senza fine            | Fabrizio Berlincioni, Franco Ciani                                                                                          | Franco Ciani, Franco Fasano Arrangiamento: Hermann Weindorf | Fiordaliso              | La vita si balla                                     | [ 8 ] [ 42 ]                                                           |
| 1990 | Dietro lo specchio               | Fabrizio Berlincioni | Franco Fasano Arrangiamento: Hermann Weindorf | Fiordaliso              | La vita si balla                                     | [ 8 ] [ 43 ]                                                           |
| 1990 | Seguire attentamente le modalità | Fabrizio Berlincioni | Franco Fasano, Italo Ianne Arrangiamento: Hermann Weindorf | Fiordaliso              | La vita si balla                                     | [ 8 ] [ 44 ]                                                           |
| 1990 | L'uomo che vorrei                | Fabrizio Berlincioni, Franco Ciani                                                                                          | Franco Ciani, Franco Fasano Arrangiamento: Hermann Weindorf | Fiordaliso              | La vita si balla                                     | [ 8 ] [ 45 ]                                                           |
| 1990 | La vita si balla                 | Fabrizio Berlincioni, Franco Ciani, Franco Fasano                                                                           | Franco Ciani, Franco Fasano Arrangiamento: Hermann Weindorf | Fiordaliso              | La vita si balla                                     | [ 8 ] [ 46 ]                                                           |
| 1991 | I pensieri strani                | Fabrizio Berlincioni, Andrea Lo Vecchio                                                                                     | Franco Fasano Arrangiamento: Roberto Costa | Raffaella Carrà         | Raffaella Carrà                                      | [ 47 ]                                                                 |
| 1992 | Un uomo in più                   | Depsa, Franco Fasano | Depsa, Franco Fasano Arrangiamento: Bruno Santori, Franco Fasano, Roberto Ferracin                                                                                              | Drupi                   | Un uomo in più/Un uomo in più (Strumentale)          | [ 48 ]                                                                 |
| 1992 | Niente è perduto                 | Fabrizio Berlincioni | Franco Fasano, Italo Ianne Arrangiamento: Lucio Fabbri, Vittorio Cosma | Massimo Ranieri         | Ti penso                                             | [ 49 ]                                                                 |
| 1995 | Qualcosa di più                  | Franco Fasano | Franco Fasano | Paola Mei               | Soul souvenir                                        | [ 50 ]                                                                 |
| 1996 | Cercherò                         | Fabrizio Berlincioni | Franco Fasano, Italo Ianne Arrangiamento: Mauro Paoluzzi | Antonella Bucci         | Antonella Bucci                                      | [ 8 ] [ 51 ]                                                           |
| 1997 | Non si può morire in eterno      | Adelio Cogliati | Franco Fasano Arrangiamento: Massimiliano Pani | Mina                    | Leggera                                              | [ 52 ]                                                                 |
| 1999 | On line                          | Franco Fasano, Francesco Rapaccioli                                                                                         | Franco Fasano, Francesco Rapaccioli | Paola Folli             |                                                      | [ 8 ]                                                                  |
| 2002 | Certe cose si fanno              | Bruno Lauzi | Franco Fasano Arrangiamento: Massimiliano Pani, Nicolò Fragile | Mina                    | Veleno                                               | [ 53 ]                                                                 |
| 2003 | Piccolo angelo                   | Bruno Lauzi | Franco Fasano | Bruno Lauzi             | Il manuale del piccolo esploratore                   |                                                                        |
| 2005 | Colpevole                        | Franco Fasano, Andrea Vaschetti                                                                                             | Franco Fasano, Gianfranco Grottoli, Andrea Vaschetti | Nicola Arigliano        | Colpevole                                            | [ 8 ] [ 54 ]                                                           |
| 2005 | Fiore di campo di primavera      | Emilio Di Stefano | Franco Fasano | Franco Califano         | Non escludo il ritorno                               | [ 8 ] [ 55 ]                                                           |
| 2006 | Mi manchi                        | Fabrizio Berlincioni | Franco Fasano Arrangiamento: David Foster, William Ross | Andrea Bocelli          | Amore                                                | Con la partecipazione di Kenny G                                       |
| 2009 | Una piccola parte di te          | Fabrizio Berlincioni, Franco Fasano                                                                                         | Franco Fasano | Fausto Leali            | Una piccola parte di te                              | [ 8 ] [ 57 ]                                                           |
| 2009 | Ti voglio senza amore            | Fabrizio Berlincioni | Franco Fasano | Iva Zanicchi            | Ti voglio senza amore                                | [ 8 ] [ 58 ]                                                           |
| 2011 | Matrioska                        | Emilio Di Stefano | Franco Fasano Arrangiamento: Massimiliano Pani, Ugo Bongianni | Mina                    | Piccolino                                            | Brano scritto nel 1994                                                 |
| 2014 | Non lasciare Roma                | Franco Fasano, Gianfranco Grottoli, Mario Panzeri, Andrea Vaschetti                                                         | Franco Fasano, Gianfranco Grottoli, Andrea Vaschetti Arrangiamento: Claudio Zitti                                                                                               | Nino Manfredi           | Non lasciare Roma                                    | Brano inciso nel 1999                                                  |
| -    | Accordi e musica                 | Giuseppe Aleo, Luigi Mosello                                                                                                | Giuseppe Aleo, Franco Fasano, Luigi Mosello | Punto d'appoggio        | Accordi e musica/Vivi il tempo                       | [ 61 ]                                                                 |

## Brani musicali interpretati da Franco Fasano
| Anno | Titolo                            | Testo                                                      | Musica                                                                           | Prima incisione                           | Fonti e note |
| ---- | --------------------------------- | ---------------------------------------------------------- | -------------------------------------------------------------------------------- | ----------------------------------------- | --- |
| 1978 | Splash!                           | Franco Fasano                                              | Franco Fasano                                                                    | Splash!/Candid love                       | Pubblicato con il nome Gianfranco Fasano |
| 1978 | Candid love                       | Franco Fasano                                              | Franco Fasano                                                                    | Splash!/Candid love                       | Pubblicato con il nome Gianfranco Fasano |
| 1980 | Mi piaci tu                       | Luigi Albertelli                                           | Franco Fasano, Italo Ianne                                                       | Mi piaci tu/Sarai mia                     | [ 63 ] |
| 1980 | Sarai mia                         | Franco Fasano                                              | Franco Fasano, Italo Ianne                                                       | Mi piaci tu/Sarai mia                     | — |
| 1981 | Un'isola alle Hawaii              | Depsa                                                      | Franco Fasano Arrangiamento: Pinuccio Pirazzoli                                  | Un'isola alle Hawaii/Amarti               | [ 64 ] |
| 1981 | Amarti                            | Depsa, Franco Fasano                                       | Franco Fasano Arrangiamento: Pinuccio Pirazzoli                                  | Un'isola alle Hawaii/Amarti               | [ 65 ] |
| 1981 | Chewing gum                       | Stefano Jurgens, Corrado Mantoni, Gustavo Verde            | Depsa, Franco Fasano Arrangiamento: Pinuccio Pirazzoli                           | Chewing gum/Esami di maturità             | [ 66 ] |
| 1981 | Esami di maturità                 | Franco Fasano                                              | Franco Fasano Arrangiamento: Pinuccio Pirazzoli                                  | Chewing gum/Esami di maturità             | [ 67 ] |
| 1989 | E quel giorno non mi perderai più | Fabrizio Berlincioni                                       | Franco Fasano                                                                    | E quel giorno non mi perderai più/L'amico | Pubblicato anche nel 1990 nell'album in studio Un cielo che non sai |
| 1989 | L'amico                           | Fabrizio Berlincioni                                       | Franco Fasano Arrangiamento: Fio Zanotti                                         | E quel giorno non mi perderai più/L'amico | Pubblicato anche nel 1992 nella ristampa dell'album in studio Un cielo che non sai |
| 1990 | Vieni a stare qui                 | Fabrizio Berlincioni, Adelio Cogliati, Franco Fasano       | Franco Fasano, Italo Ianne Arrangiamento: Fio Zanotti                            | Vieni a stare qui/Un cane sciolto         | Pubblicato anche nell'album in studio Un cielo che non sai |
| 1990 | Un cane sciolto                   | Fabrizio Berlincioni                                       | Franco Fasano Arrangiamento: Sergio Conforti                                     | Vieni a stare qui/Un cane sciolto         | Pubblicato anche nell'album in studio Un cielo che non sai Sigla dell'omonimo sceneggiato RAI |
| 1990 | Un bimbo che non c'è              | Fabrizio Berlincioni                                       | Franco Fasano                                                                    | Un cielo che non sai                      | — |
| 1990 | Il cielo è sempre lì              | Fabrizio Berlincioni                                       | Franco Fasano                                                                    | Un cielo che non sai                      | — |
| 1990 | Come l'anima quando è spogliata   | Fabrizio Berlincioni                                       | Franco Fasano                                                                    | Un cielo che non sai                      | — |
| 1990 | Convivere                         | Fabrizio Berlincioni                                       | Franco Fasano Arrangiamento: Sergio Conforti                                     | Un cielo che non sai                      | [ 71 ] |
| 1990 | Da fratello a fratello            | Fabrizio Berlincioni                                       | Franco Fasano Arrangiamento: Fio Zanotti                                         | Un cielo che non sai                      | Interpretato insieme ad Anna Oxa e Fausto Leali |
| 1990 | La donna della mia vita           | Fabrizio Berlincioni                                       | Franco Fasano Arrangiamento: Sergio Conforti                                     | Un cielo che non sai                      | [ 73 ] |
| 1990 | Posso                             | Fabrizio Berlincioni                                       | Franco Fasano Arrangiamento: Fio Zanotti                                         | Un cielo che non sai                      | [ 74 ] |
| 1992 | Per niente al mondo               | Fabrizio Berlincioni                                       | Franco Fasano Arrangiamento: Franco Fasano, Michel Tadini, Sergio Conforti       | Per niente al mondo                       | Duetto con Flavia Fortunato Pubblicato anche nell'album in studio Tempo al tempo e nella ristampa di Un cielo che non sai |
| 1992 | Come al solito                    | Fabrizio Berlincioni                                       | Franco Fasano                                                                    | Tempo al tempo                            | |
| 1992 | Dovunque                          | Fabrizio Berlincioni                                       | Franco Fasano                                                                    | Tempo al tempo                            | |
| 1992 | Incontro                          | Fabrizio Berlincioni                                       | Franco Fasano                                                                    | Tempo al tempo                            | |
| 1992 | Loro come fanno                   | Fabrizio Berlincioni                                       | Franco Fasano                                                                    | Tempo al tempo                            | |
| 1992 | Nei miei pensieri                 | Fabrizio Berlincioni                                       | Franco Fasano                                                                    | Tempo al tempo                            | Duetto con Flavia Fortunato |
| 1992 | Niente è perduto                  | Fabrizio Berlincioni                                       | Franco Fasano, Italo Ianne                                                       | Tempo al tempo                            | — |
| 1992 | Nove rose                         | Fabrizio Berlincioni                                       | Franco Fasano                                                                    | Tempo al tempo                            | — |
| 1992 | Tempo al tempo                    | Fabrizio Berlincioni                                       | Franco Fasano                                                                    | Tempo al tempo                            | — |
| 1992 | L'ultimo treno                    | Fabrizio Berlincioni                                       | Franco Fasano                                                                    | Tempo al tempo                            | — |
| 1994 | Anch'io                           | Fabrizio Berlincioni                                       | Franco Fasano                                                                    | Qualunque sia la verità                   | — |
| 1994 | Cara fretta di andar via          | Fabrizio Berlincioni                                       | Franco Fasano                                                                    | Qualunque sia la verità                   | — |
| 1994 | Fantasie d'inverno                | Fabrizio Berlincioni                                       | Franco Fasano                                                                    | Qualunque sia la verità                   | — |
| 1994 | Un giorno di marzo                | Fabrizio Berlincioni                                       | Franco Fasano                                                                    | Qualunque sia la verità                   | — |
| 1994 | Il mio posto nel mondo            | Fabrizio Berlincioni                                       | Franco Fasano                                                                    | Qualunque sia la verità                   | — |
| 1994 | Non se ne può più                 | Fabrizio Berlincioni                                       | Franco Fasano                                                                    | Qualunque sia la verità                   | — |
| 1994 | Il pianto                         | Fabrizio Berlincioni                                       | Franco Fasano                                                                    | Qualunque sia la verità                   | — |
| 1994 | Sempre tu, sempre di più          | Adelio Cogliati                                            | Franco Fasano                                                                    | Qualunque sia la verità                   | — |
| 1994 | Siamo in tanti                    | Fabrizio Berlincioni                                       | Alessio Colombini, Franco Fasano                                                 | Qualunque sia la verità                   | — |
| 1994 | Quando saremo pronti a vivere     | Fabrizio Berlincioni                                       | Franco Fasano                                                                    | Qualunque sia la verità                   | — |
| 1994 | La verità siamo noi               | Fabrizio Berlincioni                                       | Franco Fasano                                                                    | Qualunque sia la verità                   | — |
| 2000 | Alassio                           | Franco Fasano                                              | Franco Fasano                                                                    | Scherzando scherzando                     | Scritto alla fine degli anni settanta |
| 2000 | Batti cinque (4/4 di silenzio)    | Emilio Di Stefano                                          | Franco Fasano                                                                    | Scherzando scherzando                     | Interpretazione di Fasano del brano partecipante allo Zecchino d'Oro 1998 |
| 2000 | Da fratello a fratello            | Fabrizio Berlincioni                                       | Franco Fasano                                                                    | Scherzando scherzando                     | Remix di Roberto Delledonne |
| 2000 | Guida tu                          | Emilio Di Stefano                                          | Franco Fasano                                                                    | Scherzando scherzando                     | — |
| 2000 | Mio fratello che guardi il mondo  | Franco Fasano                                              | Franco Fasano                                                                    | Scherzando scherzando                     | Duetto con Gatto Panceri |
| 2010 | La notte più dolce che c'è        | Franco Fasano, Marco Iardella                              | Franco Fasano, Marco Iardella                                                    | Caro papà Natale... 3                     | Brano inciso in un CD facente parte di un'iniziativa, il cui scopo è quello di allestire aule di informatica nei reparti pediatrici di lungodegenza Interpretato con Andrea Mirò, Bobby Solo, Charlotte, Danilo Amerio, Marco Ferradini, Riccardo Fogli e Silvia Mezzanotte |
| 2011 | Noi del '61                       | Fabio Beolchi, Franco Fasano                               | Fabio Beolchi, Franco Fasano                                                     | Noi del '61                               | — |
| 2012 | L'amore che mi devi               | Bruno Lauzi                                                | Franco Fasano                                                                    | fff - Fortissimissimo                     | — |
| 2012 | Certe cose si fanno               | Bruno Lauzi                                                | Franco Fasano                                                                    | fff - Fortissimissimo                     | Interpretato originariamente da Mina |
| 2012 | La città nell'anima               | Fabrizio Berlincioni                                       | Roberto Cenci, Franco Fasano                                                     | fff - Fortissimissimo                     | Interpretato originariamente da Pupo, Fausto Leali, Silvia Mezzanotte, Sal Da Vinci, Simona Bencini, Rosalia Misseri, Riccardo Fogli, Aleandro Baldi e Samantha Discolpa |
| 2012 | Colpevole                         | Franco Fasano, Andrea Vaschetti                            | Franco Fasano, Gianfranco Grottoli, Andrea Vaschetti                             | fff - Fortissimissimo                     | Interpretato originariamente da Nicola Arigliano |
| 2012 | Da fratello a fratello            | Fabrizio Berlincioni                                       | Franco Fasano                                                                    | fff - Fortissimissimo                     | Reinterpretazione |
| 2012 | Dietro lo specchio                | Fabrizio Berlincioni                                       | Franco Fasano                                                                    | fff - Fortissimissimo                     | Interpretato originariamente da Fiordaliso |
| 2012 | E quel giorno non mi perderai più | Fabrizio Berlincioni                                       | Franco Fasano                                                                    | fff - Fortissimissimo                     | Reinterpretazione |
| 2012 | Il giorno che la musica finì      | Franco Fasano, Gatto Panceri                               | Franco Fasano, Gatto Panceri                                                     | fff - Fortissimissimo                     | Duetto con Gatto Panceri |
| 2012 | Goccia dopo goccia                | Emilio Di Stefano                                          | Franco Fasano                                                                    | fff - Fortissimissimo                     | Interpretazione di Fasano del brano partecipante allo Zecchino d'Oro 1994 |
| 2012 | Incontro                          | Fabrizio Berlincioni                                       | Franco Fasano                                                                    | fff - Fortissimissimo                     | Reinterpretazione |
| 2012 | Io amo                            | Fausto Leali, Toto Cutugno                                 | Toto Cutugno, Franco Fasano, Italo Ianne Arrangiamento: Pinuccio Pirazzoli       | fff - Fortissimissimo                     | Interpretato originariamente da Fausto Leali |
| 2012 | Un'isola alle Hawaii              | Depsa                                                      | Franco Fasano                                                                    | fff - Fortissimissimo                     | Reinterpretazione |
| 2012 | La luna                           | Adelio Cogliati                                            | Franco Fasano                                                                    | fff - Fortissimissimo                     | Scritto originariamente per Mia Martini nel 1995 |
| 2012 | Mi manchi                         | Fabrizio Berlincioni                                       | Franco Fasano                                                                    | fff - Fortissimissimo                     | Interpretato originariamente da Fausto Leali |
| 2012 | Ora ho capito                     | Mario Gardini                                              | Franco Fasano                                                                    | fff - Fortissimissimo                     | — |
| 2012 | Per niente al mondo               | Fabrizio Berlincioni                                       | Franco Fasano                                                                    | fff - Fortissimissimo                     | Reinterpretazione |
| 2012 | Una piccola parte di te           | Fabrizio Berlincioni, Franco Fasano                        | Franco Fasano                                                                    | fff - Fortissimissimo                     | Interpretato originariamente da Fausto Leali |
| 2012 | Piccoli problemi di cuore         | Alessandra Valeri Manera                                   | Franco Fasano                                                                    | fff - Fortissimissimo                     | Interpretato originariamente da Cristina D'Avena |
| 2012 | Regalami un sorriso               | Adelio Cogliati, Franco Fasano, Drupi                      | Adelio Cogliati, Franco Fasano                                                   | fff - Fortissimissimo                     | Interpretato originariamente da Drupi |
| 2012 | La stessa stella                  | Fabrizio Berlincioni                                       | Stefano Barzan, Franco Fasano                                                    | fff - Fortissimissimo                     | — |
| 2012 | Ti lascerò (le ultime tre cose)   | Sergio Bardotti, Franco Ciani, Franco Fasano, Fausto Leali | Fabrizio Berlincioni, Franco Fasano                                              | fff - Fortissimissimo                     | Interpretazione di Fasano del brano Ti lascerò di Anna Oxa e Fausto Leali |
| 2012 | Ti voglio senza amore             | Fabrizio Berlincioni                                       | Franco Fasano                                                                    | fff - Fortissimissimo                     | Interpretato originariamente da Iva Zanicchi |
| 2012 | L'ultimo gesto di un clown        | Paolo Limiti                                               | Franco Fasano, Moreno Ferrara                                                    | fff - Fortissimissimo                     | Interpretato originariamente da Mina |
| 2017 | Alza gli occhi e vai              | Andrea Lo Vecchio, Renzo Talamoni                          | Ninni Carucci, Gaetano La Candia, Riccardo Lasero, Franco Fasano, Alessio Saglia | Alza gli occhi e vai                      | Brano a sfondo benefico interpretato con Enzo Draghi, Piero Cassano, Cristina D'Avena, Ninni Carucci, Paolo Picutti, Clara Serina, Giorgio Vanni, Paolo Tuci e Pietro Ubaldi                                                                                                |

## Brani musicali editi da RTI Music scritti per Cristina D'Avena
| Anno | Titolo                                             | Testo                    | Musica                                                                    | Prima incisione                           | Fonti e note |
| ---- | -------------------------------------------------- | ------------------------ | ------------------------------------------------------------------------- | ----------------------------------------- | --- |
| 1995 | Allacciate le cinture! Viaggiando si impara        | Alessandra Valeri Manera | Franco Fasano                                                             | Cristina D'Avena e i tuoi amici in TV 9   | Sigla della serie animata omonima |
| 1996 | Un fiocco per sognare, un fiocco per cambiare      | Alessandra Valeri Manera | Franco Fasano                                                             | Fivelandia 14                             | Sigla della serie animata omonima |
| 1996 | Un oceano di avventure                             | Alessandra Valeri Manera | Franco Fasano                                                             | Fivelandia 14                             | Sigla della serie animata omonima Con la partecipazione di Lara Parmiani e Pietro Ubaldi |
| 1996 | Calimero                                           | Alessandra Valeri Manera | Franco Fasano                                                             | Fivelandia 14                             | Sigla della serie animata omonima utilizzata nelle trasmissioni Mediaset |
| 1997 | Chi la fa l'aspetti                                | Alessandra Valeri Manera | Franco Fasano                                                             | Cristina D'Avena e i tuoi amici in TV 10  | Sigla della serie animata omonima Con la partecipazione di Pietro Ubaldi |
| 1997 | Piccoli problemi di cuore                          | Alessandra Valeri Manera | Franco Fasano                                                             | Cristina D'Avena e i tuoi amici in TV 10  | Sigla della serie animata omonima |
| 1997 | Lisa e Seya un solo cuore per lo stesso segreto    | Alessandra Valeri Manera | Franco Fasano                                                             | Cristina D'Avena e i tuoi amici in TV 10  | Sigla della serie animata omonima |
| 1997 | Alé alé alé o-o                                    | Alessandra Valeri Manera | Franco Fasano                                                             | Cristina D'Avena e i tuoi amici in TV 10  | Sigla della serie animata omonima |
| 1997 | Simba: è nato un re                                | Alessandra Valeri Manera | Franco Fasano                                                             | Fivelandia 15                             | Sigla della serie animata omonima |
| 1997 | Mortadello e Polpetta: la coppia che scoppia       | Alessandra Valeri Manera | Franco Fasano                                                             | Fivelandia 15                             | Sigla della serie animata omonima Con la partecipazione di Pietro Ubaldi |
| 1997 | Spicchi di cielo tra baffi di fumo                 | Alessandra Valeri Manera | Franco Fasano                                                             | Fivelandia 15                             | Sigla della serie animata omonima |
| 1997 | Notizie da prima pagina                            | Alessandra Valeri Manera | Franco Fasano                                                             | Fivelandia 15                             | Sigla della serie animata omonima Con la partecipazione di Patrizio Prata |
| 1997 | L'isola del tesoro                                 | Alessandra Valeri Manera | Franco Fasano                                                             | Fivelandia 15                             | Sigla della serie animata omonima |
| 1997 | Un incantesimo dischiuso tra i petali del tempo    | Alessandra Valeri Manera | Franco Fasano                                                             | Fivelandia 15                             | Sigla della serie animata Un incantesimo dischiuso tra i petali del tempo per Rina. Nelle recenti trasmissioni sulle reti Mediaset con il titolo originale Slayers è stata abbandonata in favore delle sigle originali giapponesi |
| 1997 | Barney                                             | Alessandra Valeri Manera | Franco Fasano                                                             | Fivelandia 15                             | Sigla dello show televisivo omonimo Duetto con Pietro Ubaldi |
| 1998 | Beethoven                                          | Alessandra Valeri Manera | Franco Fasano                                                             | Cristina D'Avena e i tuoi amici in TV 11  | Sigla della serie animata omonima Con la partecipazione di Pietro Ubaldi |
| 1998 | I fantastici viaggi di Sinbad                      | Alessandra Valeri Manera | Franco Fasano                                                             | Cristina D'Avena e i tuoi amici in TV 11  | Sigla della serie animata omonima |
| 1998 | Nel covo dei pirati con Peter Pan                  | Alessandra Valeri Manera | Franco Fasano                                                             | Cristina D'Avena e i tuoi amici in TV 11  | Sigla della serie animata omonima |
| 1998 | Tra le onde del lago incantato                     | Alessandra Valeri Manera | Franco Fasano                                                             | Cristina D'Avena e i tuoi amici in TV 11  | Sigla della serie animata omonima |
| 1998 | Ace Ventura                                        | Alessandra Valeri Manera | Franco Fasano                                                             | Cristina D'Avena e i tuoi amici in TV 11  | Sigla della serie animata omonima |
| 1998 | Giù la maschera Duca Filippo                       | Alessandra Valeri Manera | Franco Fasano                                                             | Cristina D'Avena e i tuoi amici in TV 11  | Sigla della serie animata Giù la maschera, Duca Filippo |
| 1998 | Le redini del cuore                                | Alessandra Valeri Manera | Franco Fasano                                                             | Cristina D'Avena e i tuoi amici in TV 11  | Sigla della serie televisiva omonima |
| 1998 | Pippi hurrà                                        | Alessandra Valeri Manera | Franco Fasano                                                             | Fivelandia 16                             | Sigla della serie animata Pippi Calzelunghe |
| 1998 | Scodinzola la vita e abbaia l'avventura con Oliver | Alessandra Valeri Manera | Franco Fasano                                                             | Fivelandia 16                             | Sigla della serie animata omonima |
| 1998 | Nel meraviglioso mondo degli gnomi                 | Alessandra Valeri Manera | Franco Fasano                                                             | Fivelandia 16                             | Sigla della serie animata omonima |
| 1998 | Yoghi, salsa e merende                             | Alessandra Valeri Manera | Franco Fasano                                                             | Fivelandia 16                             | Sigla della serie animata Lo show dell'orso Yoghi utilizzata nelle trasmissioni Mediaset, che per l'occasione prende lo stesso titolo del brano musicale Con la partecipazione di Pietro Ubaldi |
| 1998 | Col vento in poppa verso l'avventura               | Alessandra Valeri Manera | Franco Fasano                                                             | Fivelandia 16                             | Sigla della serie animata omonima |
| 1998 | Curiosando nei cortili del cuore                   | Alessandra Valeri Manera | Franco Fasano                                                             | Fivelandia 16                             | Sigla della serie animata omonima |
| 1998 | Caccia al tesoro con Montana                       | Alessandra Valeri Manera | Franco Fasano                                                             | Fivelandia 16                             | Sigla della serie animata omonima |
| 1998 | Il Natale è (The First Noel)                       | Alessandra Valeri Manera | Tradizionale Rielaborazione e arrangiamento: Franco Fasano e Marco Mojana | Fivelandia 16                             | Interpretazione del brano tradizionale natalizio The First Nowell |
| 1999 | Sale e Pepe                                        | Alessandra Valeri Manera | Franco Fasano                                                             | Cristina D'Avena e i tuoi amici in TV 12  | Sigla della serie animata omonima |
| 1999 | Ascolta sempre il cuore Remì                       | Alessandra Valeri Manera | Franco Fasano                                                             | Cristina D'Avena e i tuoi amici in TV 12  | Sigla della serie animata Remì le sue avventure utilizzata nelle trasmissioni Mediaset, che per l'occasione prende lo stesso titolo del brano musicale Nel 2003 è stata abbandonata in favore della storica sigla di Luigi Albertelli e Vince Tempera interpretata da Giampi Daldello e I ragazzi di Remì, lasciando però il titolo Ascolta sempre il cuore Remì alla serie. |
| 1999 | Bad Dog: un cane che più cane non c'è              | Alessandra Valeri Manera | Franco Fasano                                                             | Cristina D'Avena e i tuoi amici in TV 12  | Sigla della serie animata Bad Dog - Un cane che più cane non c'è Con la partecipazione di Pietro Ubaldi |
| 1999 | Alf                                                | Alessandra Valeri Manera | Franco Fasano                                                             | Cristina D'Avena e i tuoi amici in TV 12  | Sigla della serie animata omonima utilizzata nelle trasmissioni Mediaset Con la partecipazione di Pietro Ubaldi |
| 1999 | Pesca la tua carta Sakura                          | Alessandra Valeri Manera | Franco Fasano                                                             | Fivelandia 1999                           | Sigla della prima stagione della serie animata Card Captor Sakura, che prende lo stesso titolo del brano musicale |
| 1999 | Un tritone per amico                               | Alessandra Valeri Manera | Franco Fasano                                                             | Fivelandia 1999                           | Sigla della serie animata omonima Con la partecipazione di Pietro Ubaldi |
| 1999 | Tex Avery Show                                     | Alessandra Valeri Manera | Franco Fasano                                                             | Fivelandia 1999                           | Sigla della serie animata omonima Con la partecipazione di Pietro Ubaldi |
| 1999 | Il laboratorio di Dexter                           | Alessandra Valeri Manera | Franco Fasano                                                             | Fivelandia 1999                           | Sigla della serie animata omonima |
| 2000 | Anatole                                            | Alessandra Valeri Manera | Franco Fasano                                                             | Cristina D'Avena e i tuoi amici in TV 13  | Sigla della serie animata omonima Con la partecipazione di Pietro Ubaldi |
| 2000 | Anthony formidabile formica                        | Alessandra Valeri Manera | Franco Fasano                                                             | Cristina D'Avena e i tuoi amici in TV 13  | Sigla della serie animata Anthony, formidabile formica |
| 2000 | Un fiume di avventure con Huck                     | Alessandra Valeri Manera | Franco Fasano                                                             | Cristina D'Avena e i tuoi amici in TV 13  | Sigla della serie animata Le avventure di Huckleberry Finn utilizzata nelle trasmissioni Mediaset, che per l'occasione prende lo stesso titolo del brano musicale |
| 2000 | Temi d'amore fra i banchi di scuola                | Alessandra Valeri Manera | Franco Fasano                                                             | Fivelandia 18                             | Sigla della serie animata omonima Nel brano è presente una parte rap interpretata da Fasano |
| 2000 | Fantaghirò                                         | Alessandra Valeri Manera | Franco Fasano                                                             | Fivelandia 18                             | Sigla della serie animata omonima Nel brano è presente un vocalizzo di Luana Heredia |
| 2000 | Rossana                                            | Alessandra Valeri Manera | Franco Fasano Arrangiamento: Franco Fasano e Max Longhi                   | Fivelandia 18                             | Sigla della serie animata omonima Duetto con Giorgio Vanni |
| 2000 | Pepin, un piccolo eroe per una grande leggenda     | Alessandra Valeri Manera | Franco Fasano Arrangiamento: Franco Fasano e Dino Ceglie                  | Fivelandia 18                             | Sigla della serie animata omonima Con la partecipazione di Fasano |
| 2000 | Un mostro tutto da ridere                          | Alessandra Valeri Manera | Franco Fasano                                                             | Fivelandia 18                             | Sigla della serie animata omonima Con la partecipazione di Pietro Ubaldi |
| 2000 | Stilly e lo specchio magico                        | Alessandra Valeri Manera | Franco Fasano                                                             | Fivelandia 18                             | Sigla della serie animata omonima |
| 2000 | Pocahontas                                         | Alessandra Valeri Manera | Franco Fasano Arrangiamento: Franco Fasano e Filippo Soracca              | Fivelandia 18                             | Sigla della serie animata omonima Con la partecipazione di Roberto Delledonne |
| 2001 | Papyrus e i misteri del Nilo                       | Alessandra Valeri Manera | Franco Fasano Arrangiamento: Franco Fasano e Dino Ceglie                  | Cristina D'Avena e i tuoi amici in TV 14  | Sigla della serie animata omonima |
| 2001 | Pirati si nasce                                    | Alessandra Valeri Manera | Franco Fasano Arrangiamento: Franco Fasano e Dino Ceglie                  | Cristina D'Avena e i tuoi amici in TV 14  | Sigla della serie animata omonima Con la partecipazione di Pietro Ubaldi |
| 2001 | Sakura la partita non è finita                     | Alessandra Valeri Manera | Franco Fasano Arrangiamento: Franco Fasano e Dino Ceglie                  | Cristina D'Avena e i tuoi amici in TV 14  | Sigla della seconda stagione della serie animata Card Captor Sakura, che prende lo stesso titolo del brano musicale |
| 2001 | Marsupilami                                        | Alessandra Valeri Manera | Franco Fasano Arrangiamento: Franco Fasano e Dino Ceglie                  | Cristina D'Avena e i tuoi amici in TV 14  | Sigla della serie animata omonima Con la partecipazione di Pietro Ubaldi |
| 2001 | Ughetto cane perfetto                              | Alessandra Valeri Manera | Franco Fasano Arrangiamento: Franco Fasano e Dino Ceglie                  | Cristina D'Avena e i tuoi amici in TV 14  | Sigla della serie animata omonima Con la partecipazione di Pietro Ubaldi |
| 2001 | Supermodels                                        | Alessandra Valeri Manera | Franco Fasano Arrangiamento: Dino Ceglie                                  | Fivelandia 19                             | Sigla della serie animata omonima |
| 2001 | I tanti segreti di un cuore innamorato             | Alessandra Valeri Manera | Franco Fasano                                                             | Fivelandia 19                             | Sigla della serie animata omonima |
| 2001 | Luna, principessa argentata                        | Alessandra Valeri Manera | Franco Fasano Arrangiamento: Dino Ceglie                                  | Fivelandia 19                             | Sigla della serie animata omonima |
| 2001 | Spie, missioni e coccodrilli: S.O.S. Croco         | Alessandra Valeri Manera | Franco Fasano Arrangiamento: Dino Ceglie                                  | Fivelandia 19                             | Sigla della serie animata omonima, mai trasmessa |
| 2001 | Milly, vampiro per gioco                           | Alessandra Valeri Manera | Franco Fasano Arrangiamento: Dino Ceglie                                  | Fivelandia 19                             | Sigla della serie animata omonima |
| 2001 | Mostruosi marziani                                 | Alessandra Valeri Manera | Franco Fasano Arrangiamento: Dino Ceglie                                  | Fivelandia 19                             | Sigla della serie animata omonima |
| 2001 | Franklin                                           | Alessandra Valeri Manera | Franco Fasano Arrangiamento: Dino Ceglie                                  | Fivelandia 19                             | Sigla della serie animata omonima |
| 2002 | Mack, ma che principe sei?                         | Alessandra Valeri Manera | Franco Fasano Arrangiamento: Dino Ceglie                                  | Cristina D'Avena e i tuoi amici in TV 15  | Sigla della serie animata omonima |
| 2002 | Roma, un grande impero                             | Alessandra Valeri Manera | Franco Fasano                                                             | Fivelandia 20                             | Sigla della serie animata omonima |
| 2002 | Prezzemolo                                         | Alessandra Valeri Manera | Franco Fasano                                                             | Fivelandia 20                             | Sigla della serie animata omonima |
| 2002 | Flint a spasso nel tempo                           | Alessandra Valeri Manera | Franco Fasano                                                             | Fivelandia 20                             | Sigla della serie animata omonima |
| 2003 | Il suo nome è Ghiotto                              | Alessandra Valeri Manera | Franco Fasano                                                             | Hamtaro piccoli criceti, grandi avventure | Il brano è una delle sigle di coda della seconda stagione della serie animata Hamtaro piccoli criceti, grandi avventure |
| 2003 | Il ballo di Timidy e Sciarpina                     | Alessandra Valeri Manera | Franco Fasano                                                             | Hamtaro piccoli criceti, grandi avventure | Il brano è una delle sigle di coda della seconda stagione della serie animata Hamtaro piccoli criceti, grandi avventure |
| 2003 | Quella strana fattoria                             | Alessandra Valeri Manera | Franco Fasano                                                             | Fivelandia 21                             | Sigla della serie animata omonima |
| 2009 | Shizuku                                            | Cristina D'Avena         | Franco Fasano                                                             | 40 - Il sogno continua                    | Sigla della serie animata omonima |

## Brani musicali editi da Warner Music Italy scritti per Cristina D'Avena
| Anno | Titolo                    | Testo                    | Musica                                           | Prima incisione                        | Fonti e note                                                                       |
| ---- | ------------------------- | ------------------------ | ------------------------------------------------ | -------------------------------------- | ---------------------------------------------------------------------------------- |
| 2017 | Piccoli problemi di cuore | Alessandra Valeri Manera | Franco Fasano Arrangiamento: Luca Mattioni       | Duets - Tutti cantano Cristina         | Reinterpretazione del brano edito da RTI Music con la partecipazione di Ermal Meta |
| 2018 | Rossana                   | Alessandra Valeri Manera | Franco Fasano Arrangiamento: Davide Tagliapietra | Duets Forever - Tutti cantano Cristina | Reinterpretazione del brano edito da RTI Music con la partecipazione di Nek        |

## Brani musicali editi da RTI Music scritti per altri artisti
| Anno | Titolo                                 | Testo                                   | Musica                                                                                          | Interprete                                          | Prima incisione                          | Fonti e note |
| ---- | -------------------------------------- | --------------------------------------- | ----------------------------------------------------------------------------------------------- | --------------------------------------------------- | ---------------------------------------- | --- |
| 1998 | Ivanhoe                                | Alessandra Valeri Manera                | Franco Fasano                                                                                   | Enzo Draghi                                         | Cristina D'Avena e i tuoi amici in TV 11 | Sigla della serie animata omonima |
| 1998 | Evviva Zorro                           | Alessandra Valeri Manera                | Franco Fasano                                                                                   | Enzo Draghi                                         | Fivelandia 16                            | Sigla della serie animata omonima |
| 1999 | Fl-eek Stravaganza                     | Alessandra Valeri Manera                | Franco Fasano                                                                                   | Pietro Ubaldi                                       | Fivelandia 1999                          | Sigla della serie animata omonima Con la partecipazione de Gli Smemo |
| 1999 | Magician: la giustizia non è un trucco | Alessandra Valeri Manera                | Franco Fasano                                                                                   | Mattia Pisanu                                       | Fivelandia 1999                          | Sigla della serie animata omonima L'interprete ha esordito partecipando allo Zecchino d'Oro 1997 con il brano Un bambino terribile, scritto anch'esso da Fasano                                                                              |
| 2000 | I figli dei Flinstones                 | Alessandra Valeri Manera, Franco Fasano | Franco Fasano, Gianfranco Grottoli, Andrea Vaschetti Arrangiamento: Franco Fasano e Dino Ceglie | I figli dei Flinstones (Deborah Morese e Gli Smemo) | Fivelandia 18                            | Sigla della serie animata The Flintstone Kids utilizzata nelle trasmissioni Mediaset, che per l'occasione prende lo stesso titolo del brano musicale Nel CD Fivelandia 18 viene accreditata solo ad Alessandra Valeri Manera e Franco Fasano |
| 2000 | Magician: la giustizia non è un trucco | Alessandra Valeri Manera                | Franco Fasano Remix: Morris Capaldi                                                             | Mattia Pisanu                                       | Dragon Ball Dance Compilation            | Versione remixata della sigla della serie animata omonima |
| 2000 | Evviva Zorro                           | Alessandra Valeri Manera                | Franco Fasano Remix: Morris Capaldi                                                             | Enzo Draghi                                         | Dragon Ball Dance Compilation            | Versione remixata della sigla della serie animata omonima |

## Brani musicali scritti per programmi televisivi
A differenza delle sezioni precedenti, la tabella è priva delle colonne "Interprete" e "Prima incisione", data la difficoltà nel reperire tali informazioni. Nei casi in cui si hanno informazioni sui possibili interpreti ed incisioni (o anche solo interpreti), esse sono riportate nella colonna "Fonti e note".
| Anno | Titolo                                 | Testo                                   | Musica                                               | Fonti e note |
| ---- | -------------------------------------- | --------------------------------------- | ---------------------------------------------------- | --- |
| 2008 | La città nell'anima                    | Fabrizio Berlincioni                    | Roberto Cenci, Franco Fasano                         | Sigla di coda di Volami nel cuore Interpretato da Pupo, Fausto Leali, Silvia Mezzanotte, Sal Da Vinci, Simona Bencini, Rosalia Misseri, Riccardo Fogli, Aleandro Baldi e Samantha Discolpa |
| 2010 | Il ballo del cuoco                     | Andrea Casamento, Maria Francesca Polli | Franco Fasano                                        | Per La prova del cuoco Il brano appare in diverse compilation destinate ai bambini, come Baby Fit & Dance, interpretato da Alessia                                                         |
| 2010 | La cannuccia                           | Andrea Casamento, Franco Fasano         | Andrea Casamento, Franco Fasano                      | Per La prova del cuoco Una versione integrale del brano è stata pubblicata su YouTube nel canale dell'autore Casamento, interpretata da Il piccolo coro arcobaleno a pois                  |
| 2011 | Parapapà                               | Armando Traverso                        | Franco Fasano, Marco Giorgi                          | Sigla del programma Parapapà di Rai Yoyo |
| 2011 | Parapanews                             | Armando Traverso                        | Stefano Barzan, Franco Fasano                        | Sigla dell'omonima rubrica del programma Parapapà di Rai Yoyo |
| 2011 | Parapaquiz                             | Armando Traverso                        | Franco Fasano                                        | Sigla dell'omonima rubrica del programma Parapapà di Rai Yoyo |
| 2011 | Parapashow                             | Armando Traverso                        | Franco Fasano                                        | Sigla dell'omonima rubrica del programma Parapapà di Rai Yoyo |
| 2011 | Buon Natale a tutti                    | Franco Fasano, Armando Traverso         | Franco Fasano                                        | Canzone del programma Parapapà di Rai Yoyo Interpretata da Armando Traverso, i pupazzi di Parapapà e il coro delle Piccole Colonne                                                         |
| 2011 | I cattivi siamo noi                    | Armando Traverso                        | Stefano Barzan, Franco Fasano                        | Canzone del programma Parapapà di Rai Yoyo |
| 2011 | Cuore gigante                          | Armando Traverso                        | Franco Fasano, Gianfranco Grottoli, Andrea Vaschetti | Canzone del programma Parapapà di Rai Yoyo |
| 2011 | Dolcetto scherzetto (è solo Halloween) | Armando Traverso                        | Franco Fasano                                        | Canzone del programma Parapapà di Rai Yoyo |
| 2011 | Melassa, la pianta grassa              | Armando Traverso                        | Franco Fasano                                        | Canzone del programma Parapapà di Rai Yoyo |
| 2011 | M come mamma                           | Armando Traverso                        | Franco Fasano                                        | Canzone del programma Parapapà di Rai Yoyo |
| 2011 | Orazio, il tigrotto dello spazio       | Armando Traverso                        | Franco Fasano                                        | Canzone del programma Parapapà di Rai Yoyo |
| 2011 | I rapper del web                       | Armando Traverso                        | Franco Fasano                                        | Canzone del programma Parapapà di Rai Yoyo |
| 2011 | La regina del défilé                   | Armando Traverso                        | Franco Fasano, Italo Ianne                           | Canzone del programma Parapapà di Rai Yoyo |
| 2011 | Il suo nome è Lallo                    | Armando Traverso                        | Franco Fasano                                        | Canzone del programma Parapapà di Rai Yoyo |
| 2011 | Swing galattico                        | Armando Traverso                        | Franco Fasano, Gianfranco Grottoli, Andrea Vaschetti | Canzone del programma Parapapà di Rai Yoyo |
| 2011 | Vacanze in grotta                      | Armando Traverso                        | Franco Fasano                                        | Canzone del programma Parapapà di Rai Yoyo |
| 2011 | Il valzer dello chef                   | Armando Traverso                        | Franco Fasano, Gianfranco Grottoli, Andrea Vaschetti | Canzone del programma Parapapà di Rai Yoyo |
| 2012 | A me piace quel colore                 | Armando Traverso                        | Franco Fasano                                        | Canzone del programma Casa Lallo di Rai Yoyo |
| 2012 | Il tesoro                              | Armando Traverso                        | Franco Fasano                                        | Canzone del programma Casa Lallo di Rai Yoyo |
| 2012 | Uguali, speciali                       | Armando Traverso                        | Franco Fasano                                        | Canzone del programma Casa Lallo di Rai Yoyo |

## Brani musicali scritti per lo Zecchino d'Oro
| Anno | Titolo                          | Testo                                                                  | Musica                                                                    | Interprete                                           | Fonti e note                                       |
| ---- | ------------------------------- | ---------------------------------------------------------------------- | ------------------------------------------------------------------------- | ---------------------------------------------------- | -------------------------------------------------- |
| 1994 | Goccia dopo goccia              | Emilio Di Stefano                                                      | Franco Fasano                                                             | Marco Barbera, Alex Rossi e Natascia Tarturo         |                                                    |
| 1995 | Ma chi l'ha detto               | Emilio Di Stefano                                                      | Franco Fasano                                                             | Giusy Crupi e Paolo Pepe                             |                                                    |
| 1996 | È meglio Mario                  | Emilio Di Stefano                                                      | Franco Fasano                                                             | Fabio Troiano                                        | Brano vincitore dell'edizione                      |
| 1997 | Un bambino terribile            | Emilio Di Stefano, Franco Fasano                                       | Emilio Di Stefano, Franco Fasano                                          | Mattia Pisanu                                        | Brano vincitore dell'edizione e Zecchino d'Argento |
| 1997 | Gira, gira il mappamondo        | Alessandra Valeri Manera                                               | Franco Fasano                                                             | Maria Teresa Calvi e Niccolò Falciani                |                                                    |
| 1997 | Il katalicammello               | Franco Fasano, Gianfranco Grottoli, Andrea Vaschetti                   | Franco Fasano, Gianfranco Grottoli, Andrea Vaschetti                      | Ylenia Recchia                                       | Scritta con lo pseudonimo Fagit                    |
| 1998 | Batti cinque (4/4 di silenzio)  | Emilio Di Stefano                                                      | Franco Fasano                                                             | Federica D'Andrea e Stefano Maiuolo                  |                                                    |
| 1998 | La mamma della mamma            | Franco Fasano, Gianfranco Grottoli, Andrea Vaschetti                   | Franco Fasano, Gianfranco Grottoli, Andrea Vaschetti                      | Liliana Neglia                                       | Zecchino d'Argento                                 |
| 1999 | Gira! che è un girotondo        | Emilio Di Stefano                                                      | Franco Fasano, Italo Ianne                                                | Monica Ricceri                                       |                                                    |
| 1999 | Io, col 2000                    | Emilio Di Stefano                                                      | Franco Fasano                                                             | Alessandra Melis                                     |                                                    |
| 1999 | Lumacher                        | Franco Fasano, Gianfranco Grottoli, Andrea Vaschetti                   | Franco Fasano, Gianfranco Grottoli, Andrea Vaschetti                      | Danilo Napolitano                                    | Zecchino d'Argento                                 |
| 1999 | Mitico angioletto               | Maria Francesca Polli, Franco Fasano                                   | Franco Fasano                                                             | Annibale Marchesini e Gisella Viaro                  |                                                    |
| 2000 | Il dialetto                     | Tony Martucci, Giuliano Taddei                                         | Franco Fasano                                                             | Ludovica Ferrara, Giulio Giannini e Annachiara Monna | Scritta con lo pseudonimo Fagit                    |
| 2000 | Il rock della K                 | Franco Fasano, Gianfranco Grottoli, Andrea Vaschetti                   | Franco Fasano, Gianfranco Grottoli, Andrea Vaschetti                      | Sebastiano Raciti                                    | Zecchino d'Argento                                 |
| 2001 | Il singhiozzo                   | Maria Francesca Polli                                                  | Franco Fasano                                                             | Matteo Bellu                                         | Brano vincitore dell'edizione e Zecchino d'Argento |
| 2002 | Il ramarro con tre erre         | Franco Fasano, Gianfranco Grottoli, Andrea Vaschetti                   | Franco Fasano, Gianfranco Grottoli, Andrea Vaschetti                      | Ernesto Schinella                                    |                                                    |
| 2003 | Olga la tata del volga          | Franco Fasano, Gianfranco Grottoli, Andrea Vaschetti                   | Franco Fasano, Gianfranco Grottoli, Andrea Vaschetti                      | Giulia Avancini                                      |                                                    |
| 2004 | Tali e quali                    | Maria Francesca Polli                                                  | Franco Fasano                                                             | Denise Ramella e Sharon Ramella                      | Zecchino d'Argento                                 |
| 2005 | Il casalingo                    | Maria Francesca Polli                                                  | Franco Fasano                                                             | Viola Cristina                                       |                                                    |
| 2005 | Inventa una poesia              | Franco Fasano, Gianfranco Grottoli, Andrea Vaschetti                   | Francesco Cambareri, Franco Fasano, Gianfranco Grottoli, Andrea Vaschetti | Maria Vincenza Carenza                               | Scritta con lo pseudonimo Fagit Zecchino d'Argento |
| 2006 | La canzone più facile del mondo | Franco Fasano                                                          | Franco Fasano                                                             | Chiara Luna Onorati                                  |                                                    |
| 2006 | Wolfango Amedeo                 | Vittorio Sessa Vitali                                                  | Franco Fasano                                                             | Davide Angelelli e Matilde Angelelli                 | Brano vincitore dell'edizione                      |
| 2007 | Amici per la pelle              | Maria Francesca Polli                                                  | Franco Fasano                                                             | Matteo Guazzini e Mattia Lucchesi                    | Zecchino d'Argento                                 |
| 2007 | Ma che mondo l'acquario!        | Franco Fasano, Gianfranco Grottoli, Andrea Vaschetti                   | Franco Fasano, Gianfranco Grottoli, Andrea Vaschetti                      | Virgilia Siddi                                       | Brano vincitore dell'edizione                      |
| 2009 | La doccia col cappotto          | Franco Fasano                                                          | Franco Fasano, Italo Ianne                                                | Francesca Melis e Giulia Panfilio                    | Brano vincitore dell'edizione                      |
| 2011 | La Paella                       | Franco Fasano (testo italiano)                                         | Salicante                                                                 | Carmen González Aranda                               |                                                    |
| 2012 | Tarantella della mozzarella     | Franco Fasano, Gianfranco Grottoli, Andrea Vaschetti                   | Franco Fasano, Gianfranco Grottoli, Andrea Vaschetti                      | Carla Gibilisco                                      |                                                    |
| 2016 | Saro                            | Maria Letizia Amoroso, Franco Fasano                                   | Franco Fasano                                                             | Daria Meduri                                         |                                                    |
| 2017 | Radio Giungla                   | Franco Fasano, Gianfranco Grottoli, Andrea Vaschetti                   | Franco Fasano, Gianfranco Grottoli, Andrea Vaschetti                      | Olga Rui Marchiò                                     |                                                    |
| 2018 | La cicala latina                | Antonio Buldini, Franco Fasano                                         | Antonio Buldini, Franco Fasano                                            | Victoria Cosentino                                   | Brano vincitore dello Zecchino Web                 |
| 2019 | Skodinzolo                      | Gianfranco Grottoli, Andrea Vaschetti, Franco Fasano, Giuseppe De Rosa | Gianfranco Grottoli, Andrea Vaschetti, Franco Fasano                      | Francesca Larocca                                    |                                                    |
| 2021 | Il riccio capriccio             | Antonio Buldini, Franco Fasano                                         | Antonio Buldini, Franco Fasano                                            | Giuseppe Karol Di Capizzi                            |                                                    |

## Brani del concorso "Un testo per noi"
Un testo per noi è un concorso in cui alcune classi delle scuole primarie e dell'infanzia scrivono un testo sotto la supervisione di un'insegnante. In seguito una giuria sceglie dieci testi che vengono musicati da autori della musica leggera italiana ed interpretati dal coro delle Piccole Colonne, fondato sin dal 1987 da Adalberta Brunelli. Tra i tanti bambini del coro c'erano anche alcuni personaggi che in seguito sono diventati famosi: Debora Pelamatti (dal 1987 al 1993), che attualmente è la moglie del cantautore Max Pezzali degli 883, Dan Reynolds (dal 1993 al 2001), che adesso è un componente del gruppo musicale statunitense Imagine Dragons. Franco Fasano ha composto la musica per diversi testi di tale concorso, ma in SIAE viene accreditato sia autore della musica e del testo, pertanto sono indicati solo l'anno, i titoli delle canzoni e la prima incisione.
| Anno | Canzoni | Prima incisione                |
| ---- | --- | ------------------------------ |
| 2002 | - Homo Erectus | Un Testo per Noi 6.a edizione  |
| 2004 | - Dentista clown - Nel lettone - Troppo bello per essere vero                                                      | Troppo bello per essere vero   |
| 2006 | - Il compleanno degli animali - Filastrocca dell’allbicocca - Il mondo è di mille colori - Sono impazziti i numeri | Il mondo è di mille colori     |
| 2008 | - Efixeddu, pastore per sempre - La danza delle letterine - La pace nel forziere                                   | La pace nel forziere           |
| 2010 | - Il dinoscolaro - Il suono della GN                                                                               | Diversi eppure uguali          |
| 2012 | - Il bidone sputacchione                                                                                           | Che accento strano             |
| 2014 | - La battaglia dei grassi e delle verdure                                                                          | Canzoni di bambini per bambini |
| 2016 | - Ombrelli o cervelli?                                                                                             | Viva questa nuova danza        |
| 2018 | - Caro Darwin | È davvero un tesoro            |

## Altri brani musicali
| Anno | Titolo                            | Musica                                                            | Testo                                                             | Interprete                    | Prima incisione                                           | Fonti e note                                                                    |
| ---- | --------------------------------- | ----------------------------------------------------------------- | ----------------------------------------------------------------- | ----------------------------- | --------------------------------------------------------- | ------------------------------------------------------------------------------- |
| 2003 | Max Pax oltre i confini del tempo | Franco Fasano                                                     | Nicola Bartolini Carrassi                                         | Lucio Avitabile               | Le più belle canzoni scritte da Nicola Bartolini Carrassi | Sigla del film Max Pax - Oltre i confini del tempo                              |
| 2018 | What Is Love                      | Franco Fasano, Marco Iardella, Mario Gardini e Fabrizio Palaferri | Franco Fasano, Marco Iardella, Mario Gardini e Fabrizio Palaferri | Melissa Di Pasca e Marco Boni | —                                                         | Brano scritto per rappresentare l'Italia al Junior Eurovision Song Contest 2018 |